# Sistema Norfolk

Diagrama do Sistema Norfolk

O Sistema Norfolk é um sistema de rotação de culturas desenvolvido no século XVIII na Inglaterra, como parte da Revolução Agrária, durante a Revolução Industrial Britânica.

## Descrição
O Sistema Norfolk se baseia na rotação regular de cultivos, de forma que os nutrientes e sais minerais do solo não se esgotem. Foi uma aprimoração da rotação trienal, desenvolvida por Lord Townshend, embaixador britânico nos Países Baixos, que após encerrar sua carreira política em 1730, se estabeleceu em suas propriedades rurais no condado de Norfolk. Lord Townshend se inspirou no métodos que havia conhecido nos Países Baixos, cultivando o solo de maneira rotativa e regular, alternando cultivos de forragem para o gado e cultivos de cereais para alimentação humana, evitando a pratica do alqueive e do pousio. A rotação quadrienal de cultivos se realizava na seguinte ordem: trigo, nabo, cevada e forragem (como a alfalfa ou o Trifolium).

## Referencias
1. ↑  https://www.britannica.com/topic/Norfolk-four-course-system